# 和歌山県立日高高等学校・附属中学校
和歌山県立日高高等学校・附属中学校（わかやまけんりつ ひだかこうとうがっこう・ふぞくちゅうがっこう）は、和歌山県御坊市島にある県立高等学校・中学校。

## 概要
1914年、和歌山県立日高高等女学校として創立したのが始まり。全日制に加えて定時制があり日高川町（旧・中津村）には和歌山県立日高高等学校中津分校がある。
2008年に、向陽中、古佐田丘中、田辺中、桐蔭中に次ぐ県内5番目の併設型中高一貫校として、和歌山県立日高高等学校附属中学校が設置された。
現在は、スーパーグローバルハイスクール指定校に国から指定されている。

## 高等学校の設置学科
- 全日制課程
  - 普通科
  - 総合科学科
- 定時制課程
  - 普通科 （夜間）

## 沿革
- 1914年 - 和歌山県立日高高等女学校創立
- 1925年 - 和歌山県立日高中学校創立
- 1935年 - 御坊町立御坊商業学校創立
- 1944年 - 御坊商業学校を県立移管し、和歌山県立日高工業学校を併設
- 1947年 - 県立御坊商業学校が廃校
- 1948年 - 日高中、日高高女、日高工業を統合、和歌山県立日高高等学校（普通科・機械科）が開校、定時制併置。
- 1949年 - 定時制船着分校開校。
- 1953年 - 商業科併置。
- 1956年 - 船着分校を中津分校に改称。
- 1957年 - 商業科・機械科が湯川町の新校舎に移転。
- 1958年 - 商業科・機械科が和歌山県立御坊商工高等学校（現・和歌山県立紀央館高等学校）として独立。
- 1959年 - 定時制が本校に復帰
- 1966年 - 体育館（1396.6m2・422.5坪）完成。
- 1981年 - 図書館棟完成。
- 1994年 - 自然科学科設置。
- 1990年 - モニュメント「情熱」設置。
- 1999年 - 課外活動棟完成。
- 2004年 - 1号館改修工事完了。
- 2007年 - スーパーサイエンスハイスクールに指定（指定期間は5年間）。
- 2008年 - 和歌山県立日高高等学校附属中学校設置。
- 2014年 - 百周年記念館「翔栄館」完成・創立百周年記念式典挙行。
- 2015年 - 日高高校百年史発行。
- 2016年 - スーパーグローバルハイスクールに指定（指定期間は5年間）。

## 学校行事

### 球技大会
- 男子 - ソフトボール・ミニサッカー・ドッジボール・バスケットボール
- 女子 - ドッジボール・バレーボール・バスケットボール・バドミントン

### 文化祭
- 展示・舞台発表・食品バザー

### 体育祭
ホームルームリレー・クラブ対抗リレー・綱引き・借り人競争・障害物競走など

### マラソン大会
男子10km　女子5.5km
ここ最近はマラソン大会は行わず、校内でのタイムトライアルが授業の中で行われている。

## 姉妹校
- 西安中学（中華人民共和国）
- フレデリクスハウン高校  (デンマーク)
- 大連市第十六中学校（中華人民共和国）

## 出身者
- 椎崎二郎 - 陸軍軍人（宮城事件）
- 二階俊博 - 自由民主党衆議院議員、元経済産業大臣
- 野田実 - 元自由民主党衆議院議員、帝京大学教授
- 杉原あつ子 - シャンソン歌手
- ヤマサキセイヤ - キュウソネコカミvo
- 大久保勝信 - 元プロ野球選手・オリックス・バファローズ
- 橋本泰由 - 元プロ野球選手
- 橋本歩 - 元陸上競技選手、女子中・長距離走
- 三浦源吾 - 政治家、御坊市長

## アクセス
- JR紀勢本線御坊駅下車、徒歩20分
- 紀州鉄道学門駅下車、徒歩２分